# Krzysztof Opaliński

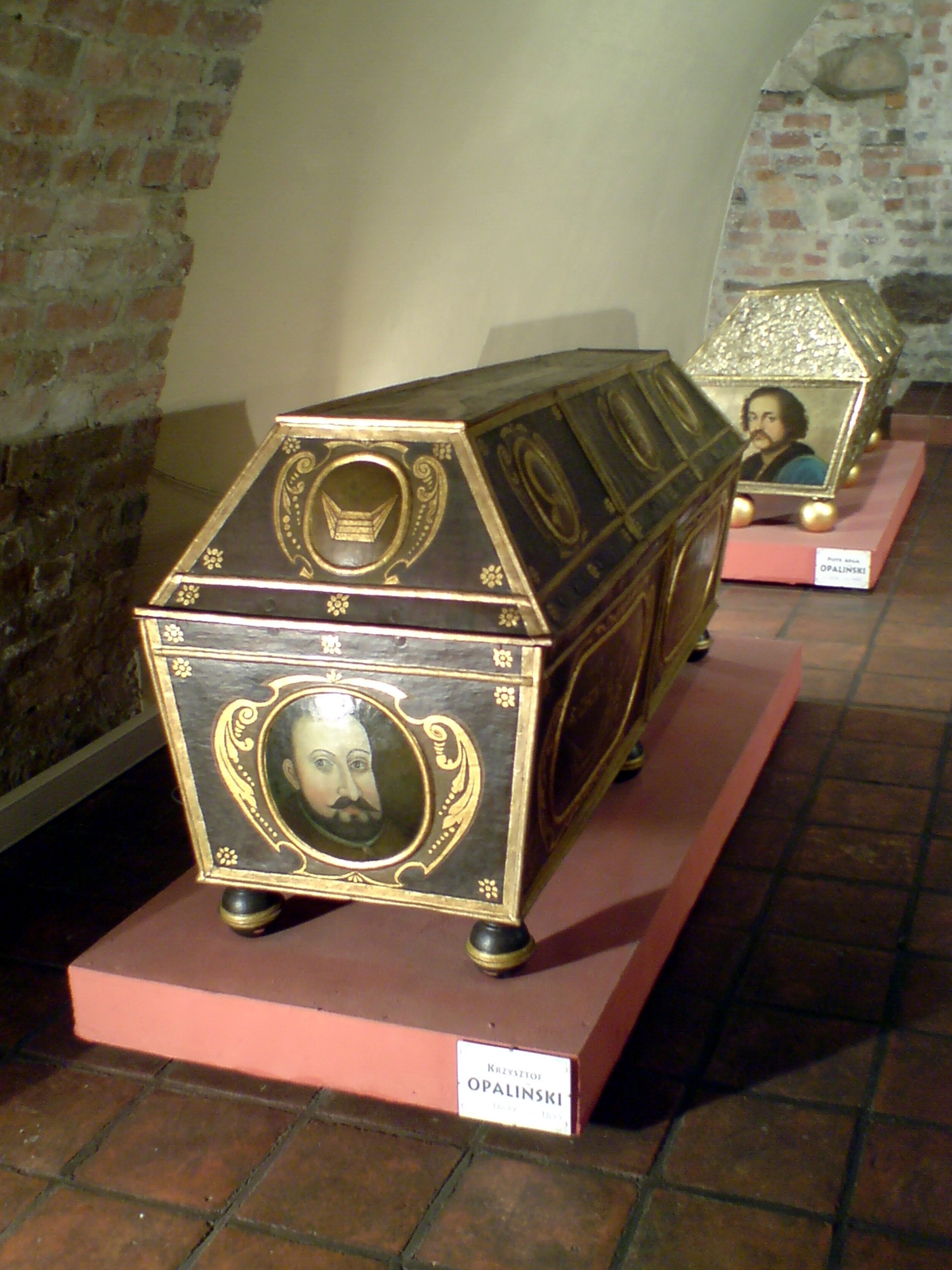
Sarkofag Krzysztofa Opalińskiego w Zamku w Sierakowie

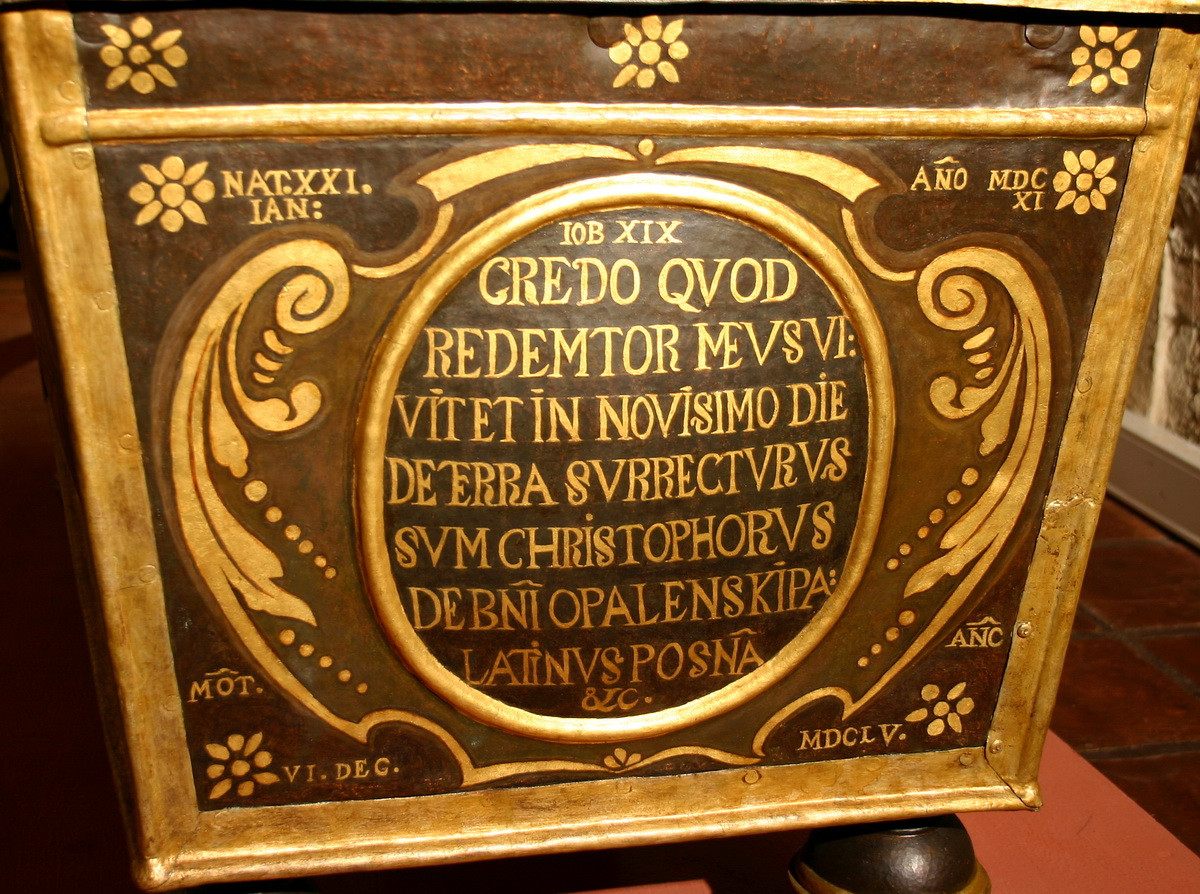
Tył sarkofagu Krzysztofa Opalińskiego z wypisaną datą urodzenia i śmierci

Krzysztof Opaliński (ur. 1609 w Sierakowie nad Wartą. zm. 7 grudnia 1655 we Włoszakowicach) – poeta, rzymski katolik, od 1637 wojewoda poznański, marszałek Trybunału Głównego Koronnego w 1641 roku, starosta śremski w 1632 roku, jeden z przywódców opozycji magnackiej przeciw Władysławowi IV i Janowi Kazimierzowi. Autor wydanych anonimowo „Satyr” (1650).
Podczas potopu szwedzkiego, 25 lipca 1655 roku poddał Wielkopolskę Szwedom.

## Życie
Syn Piotra Opalińskiego. Poślubił Teresę Czarnkowską 28 maja 1634 r. Miał dwóch synów: Piotra Adama Opalińskiego i Jana Karola Opalińskiego i cztery córki. Razem ze swoim bratem Łukaszem Opalińskim studiował w Akademii Lubrańskiego w Poznaniu (1620-1625). Studiował w Lowanium w latach 1626–1629 (m.in. u Eryciusa Puteanusa i Nicolausa Vernulaeusa ), Orleanie w 1629 roku, Strasburgu w 1630 roku. Po powrocie do Polski objął urząd starosty śremskiego. Rozpoczął także aktywny udział na scenie politycznej. Był członkiem konfederacji generalnej zawiązanej 16 lipca 1632 roku. Podpisał pacta conventa Władysława IV Wazy w 1632 roku. Poseł na sejm koronacyjny 1633 roku. Poseł sejmiku średzkiego na sejm ekstraordynaryjny 1634 roku. Poseł na sejm zwyczajny 1635 roku. W 1637 r. przejął pozycję wojewody poznańskiego po zmarłym wuju Janie Opalińskim. W roku 1642 współzawodniczył z Bogusławem Leszczyńskim o starostwo nad Wielkopolską, przyznane jednak temu drugiemu. W 1644 roku stał na czele polskiego poselstwa do Paryża. Był wysłannikiem króla, zastępował go podczas zawarcia małżeństwa per procura z Ludwiką Marią Gonzagą 5 listopada 1645 i przywiózł młodą królową do Polski.
Był elektorem Jana II Kazimierza w 1648 roku z województwa poznańskiego, podpisał jego pacta conventa. Na Sejmie w 1654 r. uczestniczył w koalicji magnackiej zawiązanej razem z Januszem Radziwłłem, Janem Leszczyńskim i Jerzym Lubomirskim, zmierzającej do obalenia króla.
Podczas potopu szwedzkiego podkanclerzy Bogusław Leszczyński dostał rozkaz obrony terenów Wielkopolski. Jednak w lipcu 1655 r. wyjechał on z Wielkopolski z powodu choroby i obowiązek obrony spadł na Krzysztofa Opalińskiego. 24 lipca wraz z 14-tysięczną armią pospolitego ruszenia szlachty wielkopolskiej spotkał się z armią szwedzką pod Ujściem. Mimo bardzo dobrej pozycji strategicznej Andrzej Karol Grudziński wydał rozkaz ewakuacji, dzięki czemu Szwedzi zajęli ich dogodne pozycje strategiczne. Panika, która pojawiła się w obozie polskim, zmusiła Krzysztofa Opalińskiego, Andrzeja Karola Grudzińskiego oraz innych mniejszych magnatów wielkopolskich do podpisania w 25 lipca 1655 kapitulacji. Podpisany dokument przekazywał Karolowi Gustawowi pełną władzę nad województwami poznańskim i kaliskim, całością dóbr państwowych i kościelnych oraz miastami. Karol Gustaw z kolei obiecywał zachowanie dotychczasowych swobód. Oddając się pod protekcję, magnaci chcieli uniknąć walki we własnych majętnościach, liczyli też na pomoc w trwającej wojnie z carem i Chmielnickim.
Zmarł w 1655 r. we Włoszakowicach w wieku 45 lat. Pochowany razem ze swoim ojcem w katakumbach kościoła w Sierakowie. W 1995 r. sarkofag przeniesiono do Zamku w Sierakowie

## Gimnazjum w Sierakowie
W 1647 roku odkupił miasteczko Sieraków od swojego brata Łukasza i przeprowadził się tam. W 1650 otworzył w miejscowości pierwsze gimnazjum wspólnie z Janem Amosem Komeńskim. W dziedzinie pedagogiki współpracował również z socynianami Marcinem Ruarem i Janem Ludwikiem Wolzogenem i katolikiem Samuelem Twardowskim. Do nauczania nie dopuszczał jezuitów, a absolwentów swojej szkoły posyłał na dalsze kształcenie w Niderlandach .

## Problematyka utworów
W swoich Satyrach podejmował problematykę społeczną i moralną. Utwór inspirowany był dziełami starożytnymi (stoicyzmem Seneki, utworami Horacego, Persjusza i Juwenalisa) i współczesnym mu katolicyzmem. Opaliński prezentuje życie społeczne Rzeczypospolitej, krytykując postępujące zepsucie i proponując reformy społeczne i gospodarcze (oczynszowanie chłopów i zniesienie pańszczyzny i przymusu propinacyjnego, wzmocnienie mieszczaństwa, popieranie rozwoju miast, protekcjonizm w gospodarce, organizacja oświaty ludowej) . Był zwolennikiem tolerancji religijnej wobec prawosławia .
Prezentował też wzorzec osobowy szlachcica-demokraty, wyposażonego w szereg cnót, takich jak sprawiedliwość, uczciwość, poszanowanie porządku, tradycji i praw innych do wolności, kierowanie się dobrem. Krytykował też wady poszczególnych stanów (W szczególności szlachty i duchowieństwa): egoizm, warcholstwo, brak szacunku do władzy, przekupstwo, rozrzutność, pijaństwo, lenistwo, ciemnotę i zabobonność. Upadek obyczajów jest przyczyną psucia ustroju Rzeczypospolitej. Wskazywał, że cechuje się on nadmierną władzą Sejmu i indywidualnej wolności szlacheckiej (W tym liberum veto).
W opinii jego przeciwników Satyry były niezamierzonym opisem wad samego autora.

## Dzieła
- Satyry sive Icon animorum, albo przestrogi do naprawy rządu y obyczajów w Polszcze należące, na pięć xiąg rozdzielone. Roku Pańskiego 1650 (Leszno 1650 – wydanie anonimowe, ^2 Poznań 1840, ^3 Wrocła 1953, ^4 Kraków 2004)
- Listy Krzysztofa O. do brata Łukasza, 1641-1653 (red. R. Pollak, M. Pełczyński, A. Sajkowski, Wrocław 1957).